# Trener roku I ligi polskiej w koszykówce mężczyzn
Trener roku I ligi polskiej w koszykówce mężczyzn – nagroda przyznawana co sezon od 2005 najlepszemu trenerowi I ligi koszykówki męskiej w Polsce, reprezentującej II poziom rozgrywkowy w kraju. Wyboru dokonują trenerzy drużyn I ligi. Według regulaminu trenerzy nie mogą głosować na samych siebie.
W latach 2004–2010 wyboru dokonywał dziennikarz portalu pzkosz.pl – Adam Wall, w oparciu o opinie ekspertów, trenerów oraz zawodników.

## Laureaci
(x) – cyfra w nawiasie obok trenera oznacza kolejną nagrodę, uzyskaną przez tego samego trenera, natomiast obok klubu – kolejnego trenera z tego samego klubu

| Sezon     | Trener                     | Zespół                        |
| --------- | -------------------------- | ----------------------------- |
| 2004/2005 | Grzegorz Chodkiewicz       | Zastal Zielona Góra           |
| 2005/2006 | Stanisław Gierczak         | Sokołów Znicz Jarosław        |
| 2006/2007 | Tadeusz Aleksandrowicz     | Zastal Zielona Góra (2)       |
| 2007/2008 | Tadeusz Aleksandrowicz (2) | Zastal Zielona Góra (3)       |
| 2008/2009 | Mladen Starcević           | Polonia 2011 Warszawa         |
| 2009/2010 | Wojciech Wieczorek         | MKS Dąbrowa Górnicza          |
| 2010/2011 | Mladen Starcević (2)       | AZS Politechnika Warszawska   |
| 2011/2012 | Michał Spychała            | Znicz Basket Pruszków         |
| 2012/2013 | Tomasz Jankowski           | WKS Śląsk Wrocław             |
| 2013/2014 | Paweł Turkiewicz           | WKK ProBiotics Wrocław        |
| 2014/2015 | Dariusz Kaszowski          | Sokół Łańcut                  |
| 2015/2016 | Michał Baran               | Miasto Szkła Krosno           |
| 2016/2017 | Przemysław Szurek          | Biofarm Basket Poznań         |
| 2017/2018 | Łukasz Grudniewski         | Jamalex Polonia 1912 Leszno   |
| 2018/2019 | Tomasz Niedbalski          | WKK Wrocław (2)               |
| 2019/2020 | Łukasz Grudniewski (2)     | Górnik Trans.eu Wałbrzych     |
| 2020/2021 | Mantas Česnauskis          | Grupa Sierleccy-Czarni Słupsk |
| 2021/2022 | Dariusz Kaszowski (2)      | Rawlplug Sokół Łańcut (2)     |
| 2022/2023 | Krzysztof Szablowski       | Dziki Warszawa                |